# Ахадов, Мурад Камалутдинович
Мурад Камалутдинович Ахадов (30 августа 1978, Махачкала, Дагестанская АССР, РСФСР, СССР) —  российский спортсмен, специализируется по ушу, чемпион мира, чемпион и призёр Европы по ушу-саньда, 4-х кратный чемпион России, серебряный призёр олимпийского турнира. Заслуженный мастер спорта по ушу-саньда и кунг-фу.

## Биография
Ушу-саньда начал заниматься в 1995 году. В 1999 году стал чемпионом мира. После этого Мурада часто мучали травмы. Он стал вторым на Кубке мира, третьем на чемпионате Европы в 2000 году в Нидерландах. В 2006 году в Италии стал чемпионом Европы. В 2008 году на международном турнире в рамках Олимпийских игр в Пекине Мурад Ахадов, получивший именную путёвку, по итогам чемпионата мира 2007 года, завоевал серебряную медаль. После окончания спортивной карьеры работал главным тренером сборной Дагестана по смешанным видам боевых искусств. Является офицером, служит в МВД РФ.

## Спортивные достижения
- Чемпионат России по ушу 1999 — ;
- Чемпионат мира по ушу 1999 — ;
- Чемпионат Европы по ушу 2000 — ;
- Чемпионат России по ушу 2001 — ;
- Чемпионат России по ушу 2006 — ;
- Чемпионат Европы по ушу 2006 — ;
- Чемпионат России по ушу 2007 — ;
- Олимпийский турнир по ушу 2008 — ;

## Личная жизнь
Родился в Махачкале, родом из села Карамахи Буйнакского района. В 1995 году окончил среднюю школу № 2 в Махачкале. В 2002 году женился. Есть сын. По национальности — даргинец.